# تكيس حضنة

مرض تكيس الحضنة

مرض تكيس الحضنة وهو من الأمراض الحضنة غير الخطيرة لنحل العسل وقد سمي بمرض تكيس الحضنة لأن شكل اليرقة النافقة بهذا المرض يأخد شكل الكيس المقفل وينتشر هذا المرض عادة في فصل الربيع ويسبب موت اليرقة المصابة في طور متأخر من حياتها بعد تغطية اليرقة بالشمع، المسبب لهذا المرض نوع من أنواع الفيروسات يقوم بتحليل القناة الهضمية لليرقة المصابة.

## أعراض المرض
1. يلاحظ وجود ثقوب غير منتظمة بالأغطية الشمعية.
2. عند إزالة الأغطية الشمعية يلاحظ إن اليرقة الميتة ممتدة طولياً ويتجه رأسها نحو الأعلي.
3. يتحول لون اليرقة من الأبيض إلي الرمادي إلي الأسود.
4. يتصلب جسمها ويتحول إلي كيس به محتويات اليرقة علي هيئة سائل.
5. يمكن إزالة القشور الناتجة عن اليرقة من قعر العيون السداسية بكل سهولة.
6. لا تظهر للمرض رائحة خاصة تميزه عن غيره.

## الوقاية والعلاج
هذا المرض ليس من الأمراض الخطيرة وقد لوحظ أن بعض السلالات تستطيع مقاومته، كذلك يجب انتخاب الملكات من السلالات التي لم يظهر بها المرض أما الطوائف المصابة فيجب تغيير ملكتها وإمدادها بالتغدية المناسبة وتقويتها من طوائف سلمية.